# Билба
Билба (Belubaa, Bilba, Bilbaa, Eastern Rote, Rote, Rote Timur, Roti, Rotinese) — центрально-восточный малайско-полинезийский язык, на котором говорит народ билба, проживающий в общинах на острове Семау и на континентальной части острова Тимор около города Купанг и также на конце острова Роти к западу от ареала языка рикоу восточной части Малых Зондских островов в Индонезии.
Также у языка есть диалекты билба, диу и леленук.